# Пшеничных, Сергей Николаевич
Серге́й Никола́евич Пшени́чных (укр. Сергій Миколайович Пшеничних; 19 ноября 1981, Харьков, Украинская ССР, СССР) — украинский футболист, защитник клуба .

## Биография

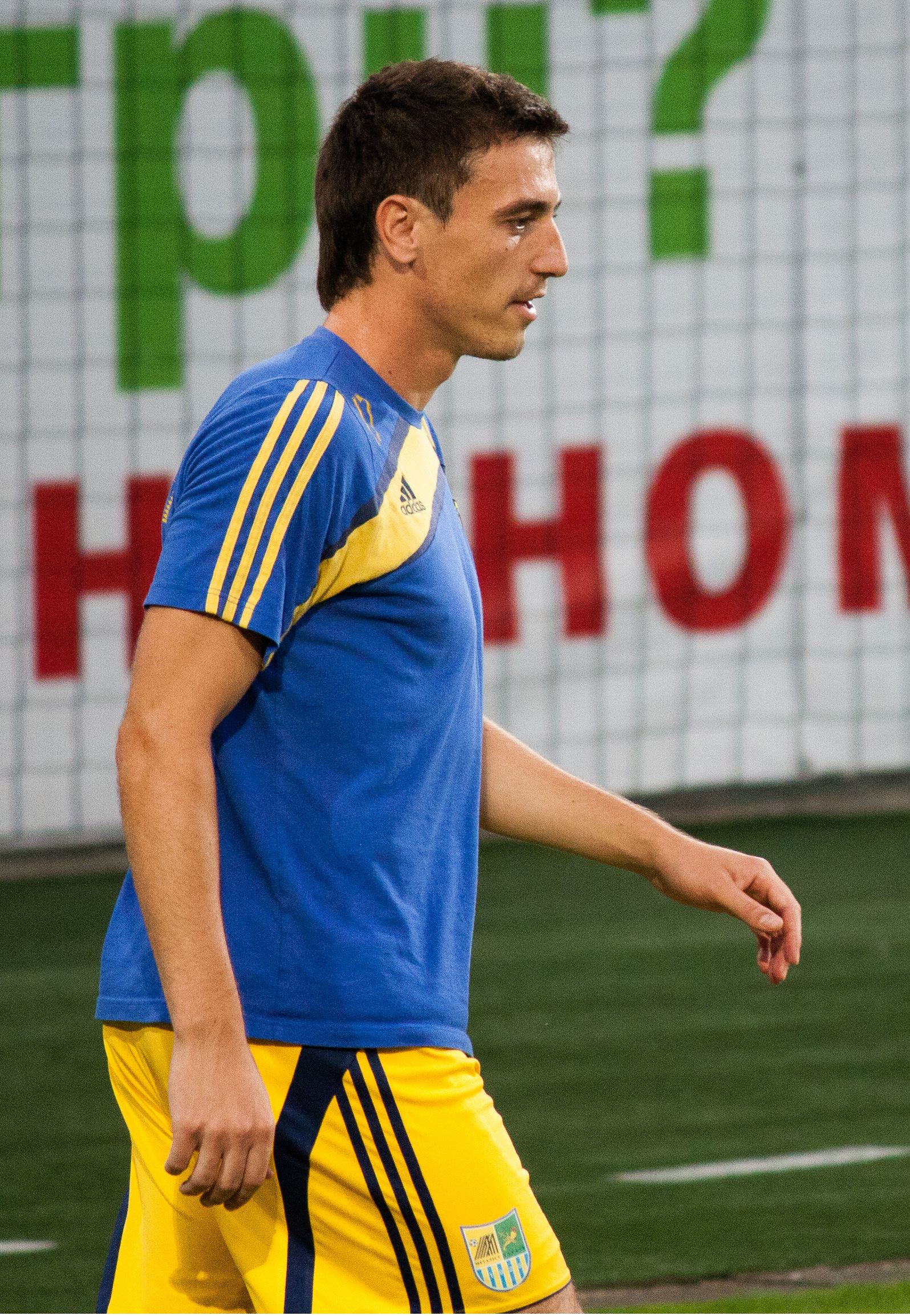
Сергей Пшеничных

В ДЮФЛ выступал за харьковский «Локомотив», тренер — Евгений Семёнович Рывкин. Начал профессиональную карьеру в полтавской «Ворскле-2». Во Второй лиге дебютировал 12 августа 2000 года в матче купянского «Оскола» (1:0). В основном составе «Ворсклы» дебютировал 11 марта 2001 года в матче против донецкого «Шахтёра» (1:0), Пшеничных вышел на 46 минуте вместо Сергея Онопко. Всего за «Ворсклу» в Высшей лиге провёл 41 матч.
С 2003 года по 2005 год выступал за чешскую «Опаву» в команде провёл 38 матчей и забил 2 гола. В зимнее межсезонье 2004/05 перешёл в бориспольский «Борисфен».
Летом 2005 года перешёл во львовские «Карпаты». В команде в Первой лиге дебютировал 30 июля 2005 года в матче против киевского ЦСКА (3:0). В сезоне 2005/06 «Карпаты» заняли 2 место в Первой лиге после луганской «Зари» и вышли в Высшую лигу. Также вместе с командой дошёл до полуфинала Кубка Украины где по сумме 2 матчей проиграли киевскому «Динамо» (3:0). После ухода Николая Ищенко в донецкий «Шахтёр», был избран новым капитаном в июле 2008 года. Всего за «Карпаты» провёл 109 матчей и забил 3 гола.
В июле 2009 года покинул «Карпаты» в статусе свободного агента и перешёл в харьковский «Металлист», подписав 3-летний контракт. В команде дебютировал 25 июля 2009 года в матче против днепропетровского «Днепра» (2:0), Пшеничных вышел на 61 минуте вместо Марко Девича. 30 июля 2009 года дебютировал в Лиге Европы в выездном матче против хорватской «Риеки» (1:2), Сергей начал матч в основе, но на 79 минуте был заменён на Андрея Березовчука. Второй матч харьковчане также выиграли (2:0), Пшеничных отыграл весь матч. В следующем матче «Металлисту» попался австрийский «Штурм». По сумме двух матчей «Металлист» проиграл (2:1) и вылетел из турнира, Сергей провёл 2 матча в основе.
Решением Лозаннского суда по делу о договорном матче «Карпаты» — «Металлист» сезона 2007/08 в августе 2013 года дисквалифицирован на 3 года условно с испытательным сроком в 2 года.
В связи со сменой руководства и финансовыми проблемами в Металлисте Пшеничных покинул команду. После чего, он поехал на просмотр в донецкий «Металлург», но летом 2015 года «Металлург» объявил себя банкротом и вакантное место в Премьер-лиге Украины заняла днепродзержинская «Сталь». Куда и перешёл Сергей Пшеничных, взяв себе 19 номер. В составе новой команды дебютировал в игре первого тура чемпионата Украины 2015/16 против киевского «Динамо», Пшеничных отыграл весь матч, однако «Сталь» проиграла со счётом (1:2).

## Достижения
- Серебряный призёр чемпионата Украины (1): 2012/13
- Бронзовый призёр чемпионата Украины (4): 2009/10, 2010/11, 2011/12, 2013/14
- Серебряный призёр Первой лиги Украины (1): 2005/06

## Личная жизнь
Женат.